# Clem Haskins
Clem Smith Haskins (Campbellsville,  Kentucky, 24 de febrero de 1943) es un exjugador y exentrenador de baloncesto estadounidense que disputó 9 temporadas en la NBA. Con 1,90 metros de altura, jugaba en la posición de base. Tras retirarse, fue el entrenador principal de la Universidad de Minnesota durante 13 temporadas.

## Trayectoria deportiva

### Universidad
Jugó durante 4 temporadas con los Hilltoppers de la Universidad Western Kentucky, siendo el único atleta de la historia de la Ohio Valley Conference en ser elegido durante tres años consecutivos como mejor jugador. En su última temporada universitaria fue incluido en el primer equipo All-American. En el total de su carrera promedió 22,1 puntos y 10,6 rebotes por partido.

### Profesional
Fue elegido en la tercera posición del Draft de la NBA de 1967 por Chicago Bulls, además de por los Kentucky Colonels de la ABA, eligiendo ir a jugar a la ciudad del viento, donde tras una buena temporada como suplente, al año siguiente se hizo con el puesto de titular, siendo uno de los mejores de su equipo, acabando el año con unos promedios de 17,2 puntos, 4,5 rebotes y 3,9 asistencias por partido. Al año siguiente jugaría su mejor campaña como profesional, acabando con 20,3 puntos y 7,6 asistencias, el tercer mejor pasador de la liga por detrás de Lenny Wilkens y Walt Frazier.
Antes del comienzo de la temporada 1970-71 fue traspasado a Phoenix Suns a cambio de Jim Fox y una futura ronda del draft. Jugó dos buenas temporadas con los Suns como titular, pasando a un segundo plano en 1973, cuando fue relegado al banquillo, jugando poco más de 20 minutos por partido y promediando 11,1 puntos y 3,2 asistencias. Al año siguiente fue traspasado a Washington Bullets a cambio de Dave Stallworth y futuras consideraciones. Ya en el ocaso de su carrera, jugó dos años más en la capital antes de retirarse a los 32 años. En sus 9 temporadas como profesional promedió 12,8 puntos y 3,5 asistencias por partido.

#### Estadísticas

##### Temporada regular
| Temporada | Edad | Equipo             | Liga | P   | TIT | MIN  | TC  | TCA  | %TC  | TL  | TLA | %TL  | R.OF. | R.DEF. | REB | ASIS | ROB | TAP | PER | FP  | PTS  |
| 1967-68   | 24   | Chicago Bulls      | NBA  | 76  |     | 19.4 | 3.6 | 8.6  | .420 | 1.8 | 2.7 | .658 |       |        | 3.0 | 2.2  |     |     |     | 2.3 | 8.9  |
| 1968-69   | 25   | Chicago Bulls      | NBA  | 79  |     | 36.4 | 6.8 | 16.1 | .421 | 3.6 | 4.6 | .781 |       |        | 4.5 | 3.9  |     |     |     | 2.9 | 17.2 |
| 1969-70   | 26   | Chicago Bulls      | NBA  | 82  |     | 39.2 | 8.1 | 18.1 | .450 | 4.0 | 5.2 | .783 |       |        | 4.6 | 7.6  |     |     |     | 2.9 | 20.3 |
| 1970-71   | 27   | Phoenix Suns       | NBA  | 82  |     | 33.7 | 6.9 | 15.6 | .440 | 4.1 | 5.3 | .784 |       |        | 4.0 | 4.7  |     |     |     | 2.5 | 17.8 |
| 1971-72   | 28   | Phoenix Suns       | NBA  | 79  |     | 31.1 | 6.4 | 13.3 | .483 | 2.8 | 3.3 | .853 |       |        | 3.4 | 3.7  |     |     |     | 2.5 | 15.7 |
| 1972-73   | 29   | Phoenix Suns       | NBA  | 77  |     | 20.5 | 4.4 | 9.5  | .464 | 1.7 | 2.0 | .833 |       |        | 2.2 | 2.6  |     |     |     | 1.9 | 10.5 |
| 1973-74   | 30   | Phoenix Suns       | NBA  | 81  |     | 22.5 | 4.5 | 9.8  | .460 | 2.1 | 2.5 | .842 | 1.0   | 1.8    | 2.7 | 3.2  | 1.0 | 0.2 |     | 2.0 | 11.1 |
| 1974-75   | 31   | Washington Bullets | NBA  | 70  |     | 10.0 | 1.6 | 4.1  | .397 | 0.8 | 0.9 | .841 | 0.4   | 0.7    | 1.1 | 1.1  | 0.3 | 0.1 |     | 1.0 | 4.0  |
| 1975-76   | 32   | Washington Bullets | NBA  | 55  |     | 13.4 | 2.7 | 4.9  | .550 | 1.0 | 1.2 | .831 | 0.2   | 0.8    | 1.0 | 1.3  | 0.4 | 0.1 |     | 1.4 | 6.4  |
| Total     |      |                    | NBA  | 681 |     | 25.9 | 5.2 | 11.5 | .449 | 2.5 | 3.2 | .792 | 0.6   | 1.2    | 3.1 | 3.5  | 0.6 | 0.1 |     | 2.2 | 12.8 |

##### Playoffs
| Temporada | Edad | Equipo             | Liga | P  | MIN | TCA | TC  | 3PA | 3P | TLA | TL | R.OF. | REB | ASIS | ROB | TAP | PER | FP | PTS | %TC  | %3P | %FT  | MIN  | PTS  | REB | AST |
| 1967-68   | 24   | Chicago Bulls      | NBA  | 5  | 53  | 11  | 28  |     |    | 4   | 6  |       | 9   | 7    |     |     |     | 5  | 26  | .393 |     | .667 | 10.6 | 5.2  | 1.8 | 1.4 |
| 1969-70   | 26   | Chicago Bulls      | NBA  | 5  | 154 | 32  | 68  |     |    | 17  | 19 |       | 16  | 25   |     |     |     | 13 | 81  | .471 |     | .895 | 30.8 | 16.2 | 3.2 | 5.0 |
| 1974-75   | 31   | Washington Bullets | NBA  | 13 | 75  | 15  | 28  |     |    | 5   | 8  | 5     | 7   | 4    | 2   | 1   |     | 17 | 35  | .536 |     | .625 | 5.8  | 2.7  | 0.5 | 0.3 |
| 1975-76   | 32   | Washington Bullets | NBA  | 5  | 40  | 10  | 21  |     |    | 2   | 5  | 1     | 5   | 2    | 0   | 0   |     | 6  | 22  | .476 |     | .400 | 8.0  | 4.4  | 1.0 | 0.4 |
| Total     |      |                    | NBA  | 28 | 322 | 68  | 145 |     |    | 28  | 38 | 6     | 37  | 38   | 2   | 1   |     | 41 | 164 | .469 |     | .737 | 11.5 | 5.9  | 1.3 | 1.4 |

### Entrenador
Regresó a la Universidad Western Kentucky en 1977 como entrenador asistente, haciéndose con el puesto principal en 1980, ocupando el banquillo durante 6 temporadas. En 1987 fichó como entrenador principal de la Universidad de Minnesota, donde permaneció durante 13 temporadas. ganando dos títulos del NIT, en 1993 y 1998.